# Daneți
Daneți est une commune roumaine située dans le județ de Dolj.